# Mirko Kos
Mirko Kos, slovenski častnik, vojaški pilot, * 1957.
Major Mirko Kos je bil poveljnik letalsko-transportnega oddelka 15. brigade vojnega letalstva Slovenske vojske.

## Vojaška kariera
Vojaško letalsko akademijo je končal leta 1980 v Zadru, služboval je kot inštruktor letenja.
Med drugim je bil član akrobatske skupine jugoslovanskega vojnega letalstva Leteče zvezde.